# Hrymr
Hrymr (o Hrymir) è un gigante di brina della mitologia norrena. Il suo nome significa forse "ghiacciato", oppure "risuonante".
Di Hrymr si sa solamente che guiderà il vascello infernale Naglfar quando giungerà il Ragnarǫk, la fine del mondo. Dato che in un passo della Vǫluspá si dice che sarà invece il dio Loki al timone di Naglfar, c'è chi ha ipotizzato che Hrymr sia in realtà un nome dello stesso Loki.